# Interstate 295 (Rhode Island-Massachusetts)
Pour les articles homonymes, voir Interstate 295.
L'Interstate 295 (I-295), aussi appelée la Providence Beltway, est une autoroute auxiliaire de Rhode Island et du Massachusetts. Elle s'étend sur près de 27 miles (43 km) en formant une route de ceinture à l'ouest de Providence, tout en servant de voie de contournement de l'I-95, qui passe par le centre de la ville. Dans les années 1960, l'I-895 était proposée comme autoroute de ceinture à l'est de la ville. Les deux autoroutes auraient alors formé une boucle complète, mais le projet a été abandonné dans les années 1980.
Le terminus sud de l'I-295 se trouve à l'endroit où celle-ci se sépare de l'I-95 à Warwick. Elle contourne Providence par l'ouest et par le nord et se termine à la jonction avec l'I-95 à Attleboro, au Massachusetts.

## Description du tracé
|       | mi    | km    |
| ----- | ----- | ----- |
| RI    | 22,35 | 35,97 |
| MA    | 4,23  | 6,81  |
| Total | 26,58 | 42,78 |

### Rhode Island
L'I-295 sert de route de ceinture partielle autour de Providence, contournant la ville par l'ouest et par le nord. Le terminus sud de l'I-295 se trouve à Warwick, à la jonction avec l'I-95. Immédiatement après cet échangeur, l'autoroute se dirige vers le nord et traverse la rivière Blackstone. Elle continue son trajet vers le nord et rencontre la US 6 à Johnston. Elle se poursuit vers le nord et rencontre la US 44 à Smithfield. Un peu après cet échangeur, l'autoroute bifurque vers le nord-est puis l'est. Elle traverse à nouveau la rivière Blackstone et se dirige vers la frontière avec le Massachusetts. Elle quitte le Rhode Island à Cumberland après avoir parcouru 22,35 miles (35,97 km) dans l'État.

### Massachusetts
L'I-295 entre au Massachusetts dans la ville de North Attleborough. Elle rencontre la US 1 et atteint son terminus nord à l'échangeur suivant avec l'I-95.

## Liste des sorties
| Interstate 295    |                    |       |       |                                      |                                                               | |
| Comté             | Municipalité       | mi    | km    | Sortie                               | Intersections / Destinations                                  | Notes                                                                                                  |
| Kent, RI          | Warwick            | 0,00  | 0,00  | —                                    | I-95 sud – New York                                           | Sortie 28 de l'I-95                                                                                    |
| Kent, RI          | Warwick            | 0,70  | 1,13  | 1A                                   | Route 113 (en) ouest – West Warwick                           | Pas d'entrée vers I-295 nord depuis Route 113                                                          |
| Kent, RI          | Warwick            | 1,10  | 1,77  | 1B                                   | Route 2 (en) nord – Cranston, Warwick Mall                    | Indication en direction nord                                                                           |
| Kent, RI          | Warwick            | 1,50  | 2,41  | 1B                                   | Route 2 (en) – Warwick                                        | Indication en direction sud                                                                            |
| Providence, RI    | Cranston           | 3,70  | 5,95  | 3                                    | Route 37 (en) / Phenix Avenue – Cranston, Aéroport T.F. Green | Indiqué sortie 3A (est) et 3B (ouest)                                                                  |
| Providence, RI    | Johnston           | 6,50  | 10,46 | 6                                    | Route 14 (en) (Plainfield Pike)                               | |
| Providence, RI    | Johnston           | 7,60  | 12,23 | 7                                    | Rhode Island Resource Recovery Industrial Park                | |
| Providence, RI    | Johnston           | 8,80  | 14,16 | 9                                    | US 6 / US 6A est – Providence, Hartford, CT                   | Indiqué sortie 9A (US 6 est), 9B (sortie direction nord vers I-295 sud) et 9C (US 6 ouest / US 6A est) |
| Providence, RI    | Johnston           | 10,60 | 17,06 | 10                                   | Route 5 (en) – Johnston, Smithfield                           | |
| Providence, RI    | Smithfield         | 12,20 | 19,63 | 12                                   | US 44 – North Providence, Smithfield                          | Indiqué sortie 12A (est) et 12B (ouest)                                                                |
| Providence, RI    | Smithfield         | 15,40 | 24,78 | 15                                   | Route 7 (en) – North Smithfield, North Providence             | Indiqué sortie 15A (sud) et 15B (nord)                                                                 |
| Providence, RI    | Lincoln            | 18,70 | 30,09 | 18                                   | Route 146 (en) – Lincoln, Woonsocket                          | Indiqué sortie 18A (sud) et 18B (nord)                                                                 |
| Providence, RI    | Cumberland         | 21,10 | 33,96 | 20                                   | Route 122 (en) – Cumberland                                   | |
| Providence, RI    | Cumberland         | 22,80 | 36,69 | 22                                   | Route 114 (en) – Cumberland                                   | |
| Providence, RI    | Cumberland         | 23,50 | 37,82 | Frontière Rhode Island–Massachusetts | Frontière Rhode Island–Massachusetts                          | Frontière Rhode Island–Massachusetts                                                                   |
| Bristol, MA       | North Attleborough | 0,00  | 0,00  | Frontière Rhode Island–Massachusetts | Frontière Rhode Island–Massachusetts                          | Frontière Rhode Island–Massachusetts                                                                   |
| Bristol, MA       | North Attleborough | 1,86  | 2,99  | 2                                    | US 1 – Pawtucket, North Attleborough                          | Indiqué sortie 2A (sud) et 2B (nord)                                                                   |
| Bristol, MA       | Attleboro          | 4,03  | 6,49  | 4                                    | I-95 – Boston, Providence                                     | Indiqué sortie 4A (sud) et 4B (nord); sortie 6 de l'I-95                                               |
| - Accès incomplet |                    |       |       |                                      |                                                               | |